# Macha Grenon
Pour les articles homonymes, voir Grenon.
Macha Grenon est une actrice québécoise née le 7 juin 1968 à Montréal.
Elle quitte le foyer familial vers l’âge de 18 ans pour devenir mannequin et étudier en communication. Elle joue en 1987 dans plusieurs téléromans québécois, comme La Maison Deschênes et L'Or du temps. L’année suivante, elle joue dans Lance et compte de Réjean Tremblay. C'est ensuite en particulier avec la série Scoop qu'elle se fait connaitre au public.

## Filmographie

### Cinéma
- 1988 : Liberace: Behind the Music (en) : Johanne Rio
- 1991 : The Pianist de Claude Gagnon
- 1993 : The Myth of the Male Orgasm (en) de John Hamilton : Paula
- 1994 : Louis 19, le roi des ondes de Michel Poulette : Royale Laflamme
- 1995 : Erreur sur la personne de Gilles Noël
- 1996 : L'Homme idéal de George Mihalka : Virginie
- 1997 : La Conciergerie de Michel Poulette
- 1998 : Le Pavillon de l'oubli (en) (The Sleep Room) de Ann Wheeler
- 2000 : Café Olé de Richard Roy
- 2004 : Daniel et les Superdogs de André Mélançon
- 2005 : Familia de Louise Archambault
- 2006 : Si j'étais toi (The Secret) de Vincent Pérez
- 2007 : L'Âge des ténèbres de Denys Arcand
- 2010 : L'Enfant prodige de Luc Dionne
- 2010 : Le Monde de Barney (Barney's Version) de Richard J. Lewis
- 2011 : The Year Dolly Parton Was My Mom (en) de Tara Johns
- 2013 : 1er Amour de Guillaume Sylvestre : Marie, la mère d'Antoine
- 2016 : Pays de Chloé Robichaud

### Télévision
- 1985 - 1993 : L'Or du temps : Frédérique Lafond
- 1987 : Traquenards : Quasimodo : rôle inconnu
- 1987 - 1990 : La Maison Deschênes : Madeleine Rey
- 1988 : Lance et compte : La Coupe du monde (saison 2) : Dominique Cartier
- 1988 : Alfred Hitchcock présente : Un cœur volé (Alfred Hitchcock Presents) : Katherine Murphy
- 1990 : La Misère des riches : Geneviève
- 1992 - 1995 : Scoop : Stéphanie Rousseau
- 1994 - 2001 : 4 et demi… : elle-même
- 1997 : Ces enfants d'ailleurs : Paméla
- 1999 : Juliette Pomerleau : Adèle
- 1999 : Émilie de la nouvelle lune (en) (Emily of New Moon) : Nadine
- 2001 - 2003 : Mon meilleur ennemi : Geneviève Langlois
- 2005 - 2007 : Le cœur a ses raisons : Megan Barrington Montgomery
- 2005 : Les Ex : Geneviève
- 2006 - 2011 : Tout sur moi : elle-même
- 2012 : Les Bobos : la fermière
- 2014 - 2015 : Nouvelle Adresse : Nathalie Lapointe
- 2016 : Les Pêcheurs : elle-même
- 2017 : Web Thérapie : Maya Ganesh
- 2018 : Le Chalet : La voyante
- 2019 : Les Honorables : Lucie Dessureaux
- 2023 : L'empereur : Édith Chalifoux
- 2024 :  À Marianne de Leonard (So Long, Marianne) : Masha Cohen